# R-Type III: The Third Lightning
Pour les articles homonymes, voir Lightning.
R-Type III: The Third Lightning est un jeu vidéo de type shoot 'em up développé et édité par Irem en 1993 sur Super Nintendo.
Il s'agit du troisième épisode de la série R-Type.

## Portages
Le jeu a été porté sur Game Boy Advance en 2003. Le jeu est également téléchargeable sur Wii via la Console virtuelle.